# 깡패법칙
"깡패법칙"은 2000년에 개봉한 대한민국의 영화이다.

## 캐스팅
- 이일재
- 우영광
- 차룡
- 윤양명
- 종숙혜
- 김기석
- 송금식
- 이무정
- 이해룡
- 박동룡
- 길달호
- 유일문
- 강유일